# Vanilla chamissonis
Vanilla chamissonis är en orkidéart som beskrevs av Johann Friedrich Klotzsch. Vanilla chamissonis ingår i släktet Vanilla och familjen orkidéer. Inga underarter finns listade i Catalogue of Life.

## Bildgalleri

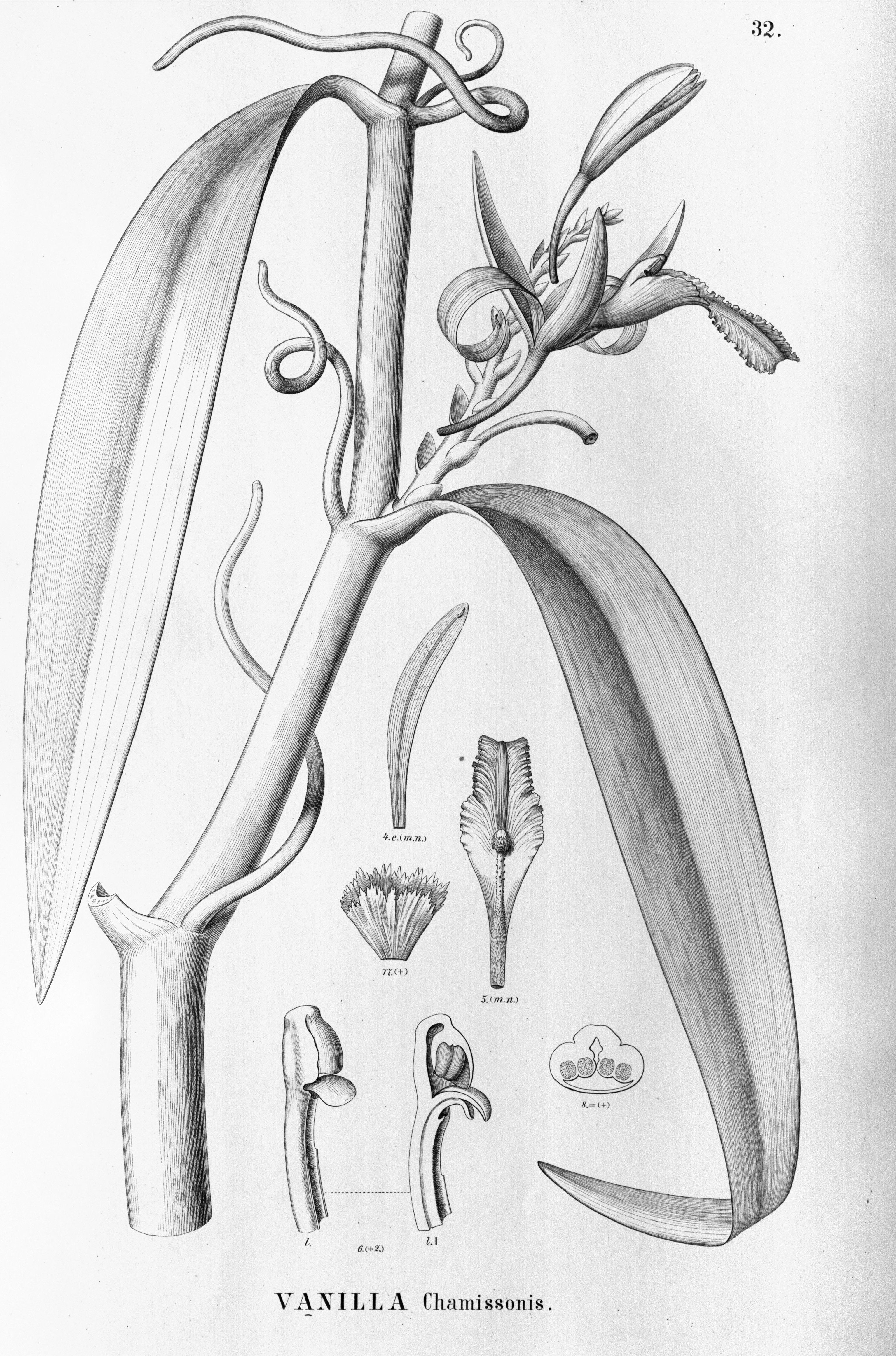